# Мананниково
Мана́нниково (рос. Мананниково) — село у складі Тоцького району Оренбурзької області, Росія.

## Населення
Населення — 215 осіб (2010; 305 у 2002).
Національний склад (станом на 2002 рік):
- росіяни — 65 %